# Sistema numerico quinario
Il quinario (in base-5, o pentale) è un sistema numerico che utilizza cinque come base. Una possibile origine di un sistema quinario è che ci sono cinque dita su entrambe le mani dell'essere umano.
Nel sistema posizionale quinario, cinque numerali, da 0 a 4, sono usate per rappresentare qualsiasi numero reale. Secondo questo metodo, "cinque" è scritto come 10, "venticinque" è scritto come 100 e "sessanta" è scritto come 220.
Poiché cinque è un numero primo, terminano solo i reciproci delle potenze di cinque, sebbene la sua posizione tra due numeri altamente composti (4 e 6) garantisca che molte frazioni ricorrenti abbiano periodi relativamente brevi.
Oggi, l'uso principale della base 5 è come sistema biquinario, che è un sistema decimale che usa cinque come una sottobase. Un altro esempio di un sistema di sottobase è il sessagesimale, in base 60, che utilizzava 10 come sottobase.
Ogni cifra del quinario ha log 2 5 (circa 2,32) bit di informazioni.
Pochi calcolatori supportano i calcoli nel sistema quinario, ad eccezione di alcuni modelli Sharp (inclusi alcuni delle serie EL-500W e EL-500X, dove è chiamato sistema pentale) dal 2005 circa, come così come il calcolatore scientifico open source WP 34S. Il linguaggio di programmazione Python supporta la conversione di una stringa in quinario usando la funzione int. Ad esempio, se s = '101', la funzione print (int ('101', 5)) restituirà 26.

## Confronto con altre basi
| ×  | 1  | 2  | 3   | 4   | 10  | 11  | 12  | 13  | 14  | 20  |
| 1  | 1  | 2  | 3   | 4   | 10  | 11  | 12  | 13  | 14  | 20  |
| 2  | 2  | 4  | 11  | 13  | 20  | 22  | 24  | 31  | 33  | 40  |
| 3  | 3  | 11 | 14  | 22  | 30  | 33  | 41  | 44  | 102 | 110 |
| 4  | 4  | 13 | 22  | 31  | 40  | 44  | 103 | 112 | 121 | 130 |
| 10 | 10 | 20 | 30  | 40  | 100 | 110 | 120 | 130 | 140 | 200 |
| 11 | 11 | 22 | 33  | 44  | 110 | 121 | 132 | 143 | 204 | 220 |
| 12 | 12 | 24 | 41  | 103 | 120 | 132 | 144 | 211 | 223 | 240 |
| 13 | 13 | 31 | 44  | 112 | 130 | 143 | 211 | 224 | 242 | 310 |
| 14 | 14 | 33 | 102 | 121 | 140 | 204 | 223 | 242 | 311 | 330 |
| 20 | 20 | 40 | 110 | 130 | 200 | 220 | 240 | 310 | 330 | 400 |

| Quinario | 0    | 1    | 2    | 3     | 4     | 10    | 11    | 12    | 13    | 14    | 20    | 21    | 22    |
| Binario  | 0    | 1    | 10   | 11    | 100   | 101   | 110   | 111   | 1000  | 1001  | 1010  | 1011  | 1100  |
| Decimale | 0    | 1    | 2    | 3     | 4     | 5     | 6     | 7     | 8     | 9     | 10    | 11    | 12    |
|          |      |      |      |       |       |       |       |       |       |       |       |       |       |
| Quinario | 23   | 24   | 30   | 31    | 32    | 33    | 34    | 40    | 41    | 42    | 43    | 44    | 100   |
| Binario  | 1101 | 1110 | 1111 | 10000 | 10001 | 10010 | 10011 | 10100 | 10101 | 10110 | 10111 | 11000 | 11001 |
| Decimale | 13   | 14   | 15   | 16    | 17    | 18    | 19    | 20    | 21    | 22    | 23    | 24    | 25    |

| Decimale ( parte periodica )     | Quinario ( parte periodica )     | Binario ( parte periodica )       |
| 1/2 = 0,5                        | 1/2 = 0. 2                       | 1/10 = 0.1                        |
| 1/3 = 0. 3                       | 1/3 = 0. 13                      | 1/11 = 0. 01                      |
| 1/4 = 0,25                       | 1/4 = 0. 1                       | 1/100 = 0,01                      |
| 1/5 = 0,2                        | 1/10 = 0.1                       | 1/101 = 0. 0011                   |
| 1/6 = 0,1 6                      | 1/11 = 0. 04                     | 1/110 = 0,0 10                    |
| 1/7 = 0. 142857                  | 1/12 = 0. 032412                 | 1/111 = 0. 001                    |
| 1/8 = 0.125                      | 1/13 = 0. 03                     | 1/1000 = 0,001                    |
| 1/9 = 0. 1                       | 1/14 = 0. 023421                 | 1/1001 = 0. 000111                |
| 1/10 = 0.1                       | 1/20 = 0,0 2                     | 1/1010 = 0,0 0011                 |
| 1/11 = 0. 09                     | 1/21 = 0. 02114                  | 1/1011 = 0. 0001011101            |
| 1/12 = 0,08 3                    | 1/22 = 0. 02                     | 1/1100 = 0.00 01                  |
| 1/13 = 0. 076923                 | 1/23 = 0. 0143                   | 1/1101 = 0. 000100111011          |
| 1/14 = 0,0 714285                | 1/24 = 0. 013431                 | 1/1110 = 0,0 001                  |
| 1/15 = 0,0 6                     | 1/30 = 0,0 13                    | 1/1111 = 0. 0001                  |
| 1/16 = 0,0625                    | 1/31 = 0. 0124                   | 1/10000 = 0.0001                  |
| 1/17 = 0. 0588235294117647       | 1/32 = 0. 0121340243231042       | 1/10001 = 0. 00001111             |
| 1/18 = 0,0 5                     | 1/33 = 0. 011433                 | 1/10010 = 0.0 000111              |
| 1/19 = 0. 052631578947368421     | 1/34 = 0. 011242141              | 1/10011 = 0. 000011010111100101   |
| 1/20 = 0,05                      | 1/40 = 0,0 1                     | 1/10100 = 0.00 0011               |
| 1/21 = 0. 047619                 | 1/41 = 0. 010434                 | 1/10101 = 0. 000011               |
| 1/22 = 0,0 45                    | 1/42 = 0. 01032                  | 1/10110 = 0.0 0001011101          |
| 1/23 = 0. 0434782608695652173913 | 1/43 = 0. 0102041332143424031123 | 1/10111 = 0. 00001011001          |
| 1/24 = 0.041 6                   | 1/44 = 0. 01                     | 1/11000 = 0.000 01                |
| 1/25 = 0,04                      | 1/100 = 0,01                     | 1/11001 = 0. 00001010001111010111 |

## Applicazioni
Molte lingue utilizzano sistemi di numeri quinari, tra cui il Gumatj, il Nunggubuyu, il Kuurn Kopan Noot, il Luiseño e il Saraveca. Gumatj è una vera lingua "5–25", in cui 25 è il gruppo superiore di 5. I numeri in Gumatj sono mostrati di seguito:
| Numero | Base 5 | numerale                              |
| ------ | ------ | ------------------------------------- |
| 1      | 1      | wanggany                              |
| 2      | 2      | marrma                                |
| 3      | 3      | lurrkun                               |
| 4      | 4      | dambumiriw                            |
| 5      | 10     | wanggany rulu                         |
| 10     | 20     | marrma rulu                           |
| 15     | 30     | lurrkun rulu                          |
| 20     | 40     | dambumiriw rulu                       |
| 25     | 100    | dambumirri rulu                       |
| 50     | 200    | marrma dambumirri rulu                |
| 75     | 300    | lurrkun dambumirri rulu               |
| 100    | 400    | dambumiriw dambumirri rulu            |
| 125    | 1000   | dambumirri dambumirri rulu            |
| 625    | 10000  | dambumirri dambumirri dambumirri rulu |

### Nella cultura di massa
Nel videogioco Riven e nei successivi giochi della serie Myst, la lingua D'ni utilizza un sistema numerico quinario.

## Sistemi di numerazione derivati

### Biquinario
Un sistema decimale con 2 e 5 come sottobasi si chiama <b>biquinario</b> e si trova nelle lingue wolof e khmer. I numeri romani sono un sistema biquinario. I numeri 1, 5, 10 e 50 sono scritti rispettivamente come I, V, X e L. Otto è VIII e settanta è LXX .
La maggior parte delle versioni dell'abaco utilizza un sistema biquinario per simulare un sistema decimale per facilitare il calcolo. Anche i numeri della cultura di Urnfield e alcuni sistemi di conteggio dei segni sono biquinari. Le unità di valute sono comunemente parzialmente o totalmente biquinarie.

### Quadquinario
Un sistema vigesimale con 4 e 5 come sottobasi si trova nei numeri Nahuatl, Kaktovik Inupiaq e Maya.